# Finale della Coppa delle Coppe 1962-1963
La finale della 3ª edizione della Coppa delle Coppe UEFA è stata disputata il 15 maggio 1963 al De Kuip di Rotterdam tra Tottenham e Atlético Madrid. All'incontro hanno assistito circa 50 000 spettatori. La partita, arbitrata dall'olandese Andries van Leeuwen, ha visto la vittoria per 5-1 del Tottenham, divenuto la prima squadra inglese ad aggiudicarsi una competizione europea.

## Il cammino verso la finale
L'Atlético Madrid, campione in carica, esordì agli ottavi di finale contro i maltesi dell'Hibernians sconfiggendoli agilmente con un risultato complessivo di 5-0. Ai quarti gli uomini di Tinte sconfissero i bulgari del Botev Plovdiv con un risultato aggregato di 5-1. In semifinale, contro i tedeschi occidentali del Norimberga, dopo aver perso 2-1 al Grundig Stadion ribaltarono il risultato al Santiago Bernabéu vincendo 2-0.
Il Tottenham di Bill Nicholson iniziò il cammino europeo agli ottavi di finale contro gli scozzesi dei Rangers, eliminandoli con un risultato complessivo di 8-4. Ai quarti i cecoslovacchi dello Slovan Bratislava vinsero l'andata 2-0 per poi essere sconfitti in Inghilterra da un tennistico 6-0. In semifinale la sorpresa OFK Belgrado si arrese agli Hotspur con un risultato aggregato di 5-2.

## La partita
A Rotterdam si affrontano i campioni in carica dell'Atlético Madrid, spinti dalla promessa di un premio in denaro che avrebbero ricevuto i calciatori in caso di vittoria, e il Tottenham che per la prima volta si affaccia a una finale europea. Gli inglesi sono subito più in partita e chiudono la prima frazione di gioco sul 2-0. In apertura di ripresa un penalty concesso ai Colchoneros potrebbe riaprire il match, ma ci pensano altri tre gol degli Spurs a far svanire i sogni degli spagnoli. Il Tottenham infligge la sconfitta più pesante della storia dell'Atlético in Europa e diventa così la prima squadra britannica a vincere la Coppa delle Coppe.

## Tabellino
| Arbitro: | Andries van Leeuwen |

|                                           |           |                   |
| Greaves 16’, 80’ White 35’ Dyson 67’, 85’ | Marcatori | 47’ (rig.) Collar |

| Tottenham | Atlético Madrid |

| P              | 1  | Bill Brown         |
| D              | 2  | Peter Baker        |
| D              | 5  | Maurice Norman     |
| D              | 3  | Ron Henry          |
| C              | 4  | Danny Blanchflower |
| D              | 6  | Anthony Marchi     |
| C              | 7  | Cliff Jones        |
| A              | 8  | John White         |
| A              | 9  | Bobby Smith        |
| A              | 10 | Jimmy Greaves      |
| A              | 11 | Terry Dyson        |
| Allenatore:    |    |                    |
| Bill Nicholson |    |                    |

| P                     | 1  | Edgardo Madinabeytia         |
| D                     | 2  | Feliciano Rivilla            |
| D                     | 5  | Jorge Griffa                 |
| D                     | 3  | José Antonio Rodríguez López |
| D                     | 4  | Ramiro                       |
| C                     | 6  | Jesús Glaría Jordán          |
| C                     | 7  | Miguel Jones                 |
| A                     | 8  | Adelardo Rodríguez           |
| A                     | 9  | Chuzo                        |
| A                     | 10 | Mendonça                     |
| A                     | 11 | Enrique Collar               |
| Allenatore:           |    |                              |
| Rafael García Repullo |    |                              |